# 嗜压科维尔氏菌
嗜压科维尔氏菌（学名：Colwellia piezophila）是科尔韦氏菌属的下属物种。此物种是一种革兰氏阴性、过氧化氢酶阳性、细胞色素c氧化酶、嗜盐、嗜压且专性嗜冷的杆状细菌。此物种最早从日本海沟临海斜坡上的一个小峡谷底部表面收集的沉积物中分离出来。

## 历史
嗜压科维尔氏菌的模式菌株Y223GT和菌株Y251E是在YK 01-06巡航期间，通过Shinkai 6500潜水器上的消毒泥浆采样器（Ikemoto和Kyo，1993）从日本海沟的一个小深海峡谷底部6278米的深度采集的。泥浆样品由潜水器的机械手采集并放入灭菌采样器的样品架中。然后将样品带到海面，温度不变，但压力发生了变化。将每个样品的一部分放入压力容器中的海洋肉汤并在4°C和60MPa下培养约2周。之后使用低熔点琼脂方法分离菌株Y223GT和Y251E（Kato等人，1995）。最终嗜压科维尔氏菌于2004年，被Nogi等人描述。

## 词源
“piezophila”是一个新拉丁阴性形容词，由以下组成：
- 希腊动词“piezô”，指压力或挤压
- 新拉丁形容词“philus -a -um”，指朋友或喜欢，源自于希腊形容词“philos -ê -on”，指喜欢

因此，“piezophila”的意思是喜欢压力或对压力有亲和力。

## 系统发育学分类
基于16S rRNA基因序列的系统发育分析表明菌株Y223GT和菌株Y251E属于科尔韦氏菌属。为了分析相关性，在40°C下进行4小时的DNA-DNA杂交，并使用Ezaki等人的方法进行荧光测定。在菌株Y223GT和Y251E之间发现了高水平的DNA-DNA相似性高达98%至100 %。从获得的杂交值可以看出，Y223GT或Y251E与海水科维尔氏菌参考菌株之间的相似性小于49 %。这明显低于公认的物种系统发育定义（Wayne等人，1987），这表示菌株Y223GT和Y251E是一种新的科尔韦氏菌物种。

## 描述
嗜压科维尔氏菌是一种兼性厌氧的革兰氏阴性菌。它能够在最佳10°C（不会再2°C以下、15 °C以上或在任何压力下15℃的环境下生长），最佳60MPa（不会在大气压力下生长），最佳3 %NaCl浓度（不会在没有NaCl的环境下生长）下生长，因此它是一种嗜盐、嗜压且专性嗜冷的生物 。它的细胞是杆状的，长2µm至4µm，宽0.8µm至1µm，靠单极鞭毛运动。它的过氧化氢酶和细胞色素c氧化酶测试呈阳性。